# Speleologi
Speleologi är läran om grottor; deras uppbyggnad, fysiska egenskaper och historia, livsformer i grottor samt om de processer som leder till att grottor skapas (speleogenesis) och hur grottor förändras med tiden (speleomorfologi). Ordet kommer från latinets spelaion, som betyder håla eller grotta, och ordet logos som betyder läran om.
Andra vetenskapliga områden som rör grottor är grotthydrologi, grottbiologi och kartläggning av grottor. Att utforska grottor endast för utforskandets glädje kallas för grottkrypning och är alltså att betrakta mer som en hobby än en vetenskap.
I Sverige är grottintresserade speleologer och grottkrypare organiserade i Sveriges speleologförbund.

## Grottbiologi
Livsmiljöer i och kring grottor delas in i tre olika zoner:
- Endogean
- Parahypogean
- Hypogean

Livsfomer som lever i och kring grottor delas in i tre olika grupper:
- Troglobites
- Troglophiles
- Trogloxenes